# ФК Дукла Банска Бистрица
ФК Дукла (Банска Бистрица) е словашки професионален футболен отбор от град Банска Бистрица. Отборът е създаден през 1965 година и играе домакинските си мачове на SNP стадион, който разполага с капацитет от 9800 седящи места и покрива изискванията на футболната асоциация в Словакия.

## Успехи
- Словашка суперлига
  -   Вицешампион (1): 2004
- Купа на Словакия
  -  Носител (1): 2005